# 壊れたものたち
『冥夜の守人』はHBO(日本ではスター・チャンネルが放送)のファンタジー・ドラマ・シリーズである『ゲーム・オブ・スローンズ』の第1章『七王国戦記』の第4話である。ブライアン・カークによって脚本が書かれ、ブライアン・コグマンが監督した。
新たに〈王の手〉となったエダードは前任者の突然の死の原因を調査する。エダードの落とし子であるジョン・スノウは、〈壁〉を守る〈冥夜の守人〉に加わったばかりの新兵を守る。ドスラク人の軍団はヴァエス・ドスラクにとどまり、軍団を使ってウェスタロスを侵略し、王冠を取り戻したいヴィセーリスは焦りを募らせる。エダードの妻のキャトリンが、息子ブラン暗殺未遂の容疑でティリオンを逮捕するところで、第4話は終わる。
タイトルは、ティリオンが下半身不随となったブランに会い、特殊な鞍の図面を渡す時の台詞から取られている。

## あらすじ

### キングズランディング
エダード(ネッド)は前任の〈王の手〉として長く王国を治めたジョン・アリンの死因を調査しはじめる。アリンを最後に看病した グランド・メイスター・パイセル(ジュリアン・グローヴァー)に質問をし、アリンの最後の言葉が「種は強い」であり、七王国の諸名家の血統と歴史に関する本を読んでいたことを知る。
エダードは、ピーター・”リトルフィンガー”・ベイリッシュ(エイダン・ギレン)とその情報屋のネットワークに助けられて、アリンの最後の日々に関して2つの手掛かりを得る。アリンが死の直前に会った鍛冶屋の徒弟に会い、王と似ているために王の落とし子だと推測する。アリンの従者に会おうとするが、エダードのために催された馬上試合ですでに殺されている。殺したのは、ラニスター家の旗主で、巨大な体躯のために”山”と呼ばれるグレガー・クレゲインである。子供のころグレガーが弟サンダー・"ハウンド"・クレゲインの顔を焼いたために、サンダーの顔には火傷の痕が残っているという、クレゲイン兄弟の秘密を教える。

### 狭い海の向こう側
ドスラク人の集団はヴァエス・ドスラクの街に着く。亡命中の王子ヴィセーリス(ハリー・ロイド)は、七王国を再征服するために、デナーリスとの結婚の代償としてカール・ドロゴ(ジェイソン・モモア)が貸すと約束した軍を焦りながら待っている。デナーリスに食事に呼ばれたのを命令されたと勘違いして、ヴィセーリスは怒って妹を叩く。生まれて初めてデナーリスは兄に逆らって叩き返し、次に自分に対して手を上げた時には、その手を斬り落とすと言う。追放された騎士であるジョラー(イアン・グレン)は、ヴィセーリスはウェスタロス再征服の指導者にはふさわしくなく、七王国の民はまともに治められてさえいれば誰が統治しようが気にしないと、デナーリスに言う。

### 〈壁〉
〈冥夜の守人〉に、臆病で不器用で肥満したサムウェル・ターリー(ジョン・ブラッドリー)が入るが、すぐに武術指南役のサー・アリザー・ソーンの虐めの標的となる。サムは父親に後継ぎにはふさわしくないと思われ、相続権を放棄し黒衣を着ろと命令され、さもなくば狩りの事故に見せかけて殺すと言われていた。ジョン・スノウはサムを守り、仲間がサムを虐めないようにはからい、ソーンを怒らせる。ソーンは 〈壁〉の北での長い冬は過酷で、自分の厳しい指導はそれに備えるためだと言い、強くならなければ生き残ることができないとジョンとサムに警告する。

### 〈北部〉
ティリオン(ピーター・ディンクレイジ)は〈壁〉からキングズランディングに戻る途中、ウィンターフェルに立ち寄る。ティリオンは、父親の代わりにウィンターフェル領主代理を務めるロブ(リチャード・マッデン)に冷たく迎えられる。ロブは、ラニスター家が弟ブランの落下と暗殺未遂の陰にいると疑っている。ティリオンは親切さをみせて、下半身不随となったブランのための特別な鞍の図面を見せる。城を去る前に、ティリオンはスターク家の里子となっているシオン(アルフィー・アレン)に会い、失敗に終わったシオンの父親の〈グレイジョイの反乱〉をからかい、シオンをスターク家の人質と呼ぶ。

### 街道の旅籠
さらに南で、ティリオンの一行は旅籠に一泊する。ティリオンは変装したキャトリン(ミシェル・フェアリー)に気づく。キャトリンは正体を明らかにすると、父親の旗主たちに呼びかけ、ブランの暗殺未遂で裁判にかけるためにティリオンを逮捕せよと呼びかける。

## 製作

### 脚本
本エピソードは、プロデューサーのデイヴィッド・ベニオフ と D・B・ワイスが脚本を書かなかった最初のエピソードであり、ブライアン・コグマンが担当した。コグマンはシリーズを通して脚本の一貫性をチェックする仕事をしていたが、第4話の脚本も担当することになった。
本エピソードは原作第一部『七王国の玉座』の25-29章および36章に基づく。

### ロケーション
ベルファストのスタジオ、および北アイルランドのさまざまな場所で撮影された。

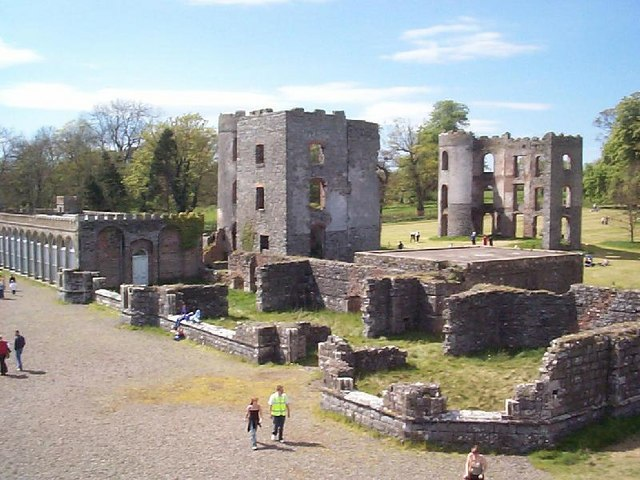
〈王の手〉のための馬上試合のシーンは北アイルランドの古城で撮影された.

## 評判

### 視聴者数
前回よりわずかに多い250万人が視聴した。同夜の再放送も含めれば310万人が視聴した。イギリスでは前回の51万人から62.8万人に視聴者数が増加した。

## 参照
1. ↑  Hibberd, James (2011年5月10日). “'Game of Thrones' ratings rise again”. Entertainment Weekly. 2011年12月4日閲覧。
2. ↑  Laughlin, Andrew (2011年5月10日). “Strangeways' locks up 5.5m on ITV1”. Digital Spy. 2011年12月4日閲覧。